# 霍格蘭山脈
47°26′4″N 15°51′48″E / 47.43444°N 15.86333°E

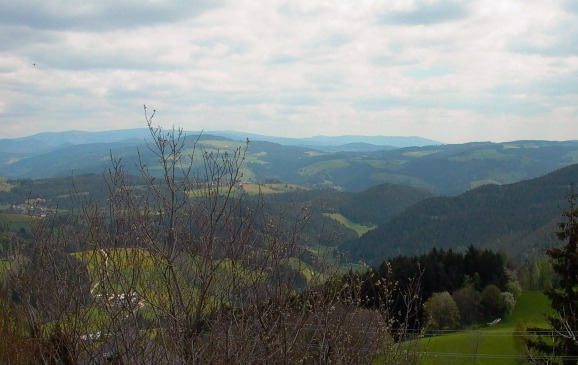

霍格蘭山脈（德語：Joglland），是奧地利的山脈，位於該國東南部，由施泰爾馬克州負責管轄，屬於施蒂利亞州前阿爾卑斯山脈的一部分，最高點拉本瓦德科格爾山海拔高度1,280米。